# Абрамова Ольга Валеріївна
Ольга Валеріївна Абрамова (нар. 15 вересня 1988, Бариш, Ульяновська область, СРСР) — російська та українська біатлоністка, чемпіонка світу з літнього біатлону, учасниця та призерка етапів кубка світу з біатлону. З літа 2012 року виступає за Україну.

## Біографія
У квітні 2022 року виключена зі складу збірної України з біатлону. Повернулася до Росії.

## Спортивна кар'єра

### Виступи на чемпіонатах Європи
| Рік  | Місце проведення | Інд | Спр | Пр | МС | Ест |
| 2014 | Нове Место       | -   | -   | -  | -  | 6   |
| 2015 | Отепя            | -   | 26  | -  | -  | -   |

### Кар'єра в Кубку світу
- Дебют в кубку світу — 16 січня 2014 року в спринті в  Антхольці — 54 місце.
- Перше попадання в залікову зону — 13 березня 2014 року в спринті в  Контіолахті — 38 місце.
- Перший подіум — 25 січня 2015 року в естафеті в  Антхольці — 3 місце.

В загальному заліку Кубку світу посідала такі місця:
- 2013–2014 — 100-е місце (3 очки)
- 2014–2015 — 40-е місце (178 очки)

##### Подіуми на етапах кубків світу
| Сезон   | Місце проведення               | Змагання         | Результат |
| ------- | ------------------------------ | ---------------- | --------- |
| 2014-15 | Антхольц — Антерсельва, Італія | Естафета         | 3         |
| 2015-16 | Гохфільцен, Австрія            | Естафета         | 3         |
| 2017-18 | Контіолахті, Фінляндія         | Змішана естафета | 3         |

##### Статистика виступів у Кубку світу
| 2017—2018 | Естерсунд | Естерсунд | Естерсунд | Естерсунд | Естерсунд | Гохфільцен | Гохфільцен | Гохфільцен | Анесі | Анесі | Анесі | Обергоф | Обергоф | Обергоф | Рупольдінг | Рупольдінг | Рупольдінг | Антгольц | Антгольц | Антгольц | ОІ Пхьончхан (*) | ОІ Пхьончхан (*) | ОІ Пхьончхан (*) | ОІ Пхьончхан (*) | ОІ Пхьончхан (*) | ОІ Пхьончхан (*) | Контіолахті | Контіолахті | Контіолахті | Контіолахті | Холменколен | Холменколен | Холменколен | Тюмень | Тюмень | Тюмень | Підсумки | Підсумки |
| 2017—2018 | ОЗМ       | ЗМ        | Інд       | Спр       | Пр        | Спр        | Пр         | Ест        | Спр   | Пр    | МС    | Спр     | Пр      | МС      | Інд        | Ест        | МС         | Спр      | Пр       | МС       | Спр              | Пр               | Інд              | МС               | ЗМ               | Ест              | Спр         | ОЗМ         | ЗМ          | МС          | Спр         | Пр          | Ест         | Спр    | Пр     | МС     | Очок     | Місце    |
| 2017—2018 | —         | —         | —         | —         | —         | —          | —          | —          | —     | —     | —     | —       | —       | —       | —          | —          | —          | 74       | —        | —        | —                | —                | —                | —                | —                | —                | —           | —           | —           | —           | —           | —           | —           | —      | —      | —      | 0        | —        |

| 2016–2017 | Остерсунд | Остерсунд | Остерсунд | Остерсунд | Остерсунд | Поклюка | Поклюка | Поклюка | Нове Место | Нове Место | Нове Место | Обергоф | Обергоф | Обергоф | Рупольдінг | Рупольдінг | Рупольдінг | Антхольц | Антхольц | Антхольц | ЧС Гохфільцен | ЧС Гохфільцен | ЧС Гохфільцен | ЧС Гохфільцен | ЧС Гохфільцен | ЧС Гохфільцен | Пхьончхан | Пхьончхан | Пхьончхан | Контіолахті | Контіолахті | Контіолахті | Контіолахті | Холменколен | Холменколен | Холменколен | Підсумки | Підсумки |
| 2016–2017 | ЗМ        | ОЗМ       | Інд       | Спр       | Пр        | Спр     | Пр      | Ест     | Спр        | Пр         | МС         | Спр     | Пр      | МС      | Ест        | Спр        | Пр         | Інд      | МС       | Ест      | ЗМ            | Спр           | Пр            | Інд           | Ест           | МС            | Спр       | Пр        | Ест       | Спр         | Пр          | ОЗМ         | ЗМ          | Спр         | Пр          | МС          | Очок     | Місце    |
| 2016–2017 | —         | —         | —         | —         | —         | —       | —       | —       | —          | —          | —          | —       | —       | —       | —          | —          | —          | —        | —        | —        | —             | —             | —             | —             | —             | —             | 69        | —         | —         | 42          | 51          | —           | 3           | 42          | 38          | —           | 3        | 100      |

| 2015–2016 | Естерсунд | Естерсунд | Естерсунд | Естерсунд | Естерсунд | Гохфільцен | Гохфільцен | Гохфільцен | Поклюка | Поклюка | Поклюка | Рупольдінг | Рупольдінг | Рупольдінг | Рупольдінг | Рупольдінг | Рупольдінг | Антхольц | Антхольц | Антхольц | Канмор | Канмор | Канмор | Канмор | Преск-Айл | Преск-Айл | Преск-Айл | ЧС Холменколен | ЧС Холменколен | ЧС Холменколен | ЧС Холменколен | ЧС Холменколен | ЧС Холменколен | Ханти-Мансійськ | Ханти-Мансійськ | Ханти-Мансійськ | Підсумки | Підсумки |
| 2015–2016 | ОЗМ       | ЗМ        | Інд       | Спр       | Пр        | Спр        | Пр         | Ест        | Спр     | Пр      | МС      | Спр        | Пр         | МС         | Інд        | Ест        | МС         | Спр      | Пр       | Ест      | Спр    | МС     | ОЗМ    | ЗМ     | Спр       | Пр        | Ест       | ЗМ             | Спр            | Пр             | Інд            | Ест            | МС             | Спр             | Пр              | МС              | Очок     | Місце    |
| 2015–2016 | —         | 11        | 16        | 7         | 17        | 13         | 24         | 3          | 52      | 28      | 23      | 44         | 25         | 26         | DNS        | —          | 24         | 36       | 32       | 9        | —      | —      | —      | —      | —         | —         | —         | —              | —              | —              | —              | —              | —              | —               | —               | —               | 213      | 35       |

| 2014-2015 | Естерсунд | Естерсунд | Естерсунд | Естерсунд | Гохфільцен | Гохфільцен | Гохфільцен | Поклюка | Поклюка | Поклюка | Поклюка | Обергоф | Обергоф | Обергоф | Рупольдінг | Рупольдінг | Рупольдінг | Антхольц | Антхольц | Антхольц | ЧС Контіолагті | ЧС Контіолагті | ЧС Контіолагті | ЧС Контіолагті | ЧС Контіолагті | ЧС Контіолагті | Нове Место | Нове Место | Нове Место | Ханти-Мансійськ | Ханти-Мансійськ | Ханти-Мансійськ | Холменколен | Холменколен | Холменколен | Підсумки | Підсумки |
| 2014-2015 | ЗМ        | Інд       | Спр       | Пер       | Спр        | Ест        | Пер        | ОЗМ     | ЗМ      | Спр     | Пер     | Спр     | Ест     | МС      | Ест        | Спр        | МС         | Спр      | Пер      | Ест      | Спр            | Пер            | Інд            | МС             | ЗМ             | Ест            | Спр        | Пер        | МС         | Спр             | Пер             | МС              | Інд         | Спр         | Ест         | Очок     | Місце    |
| 2014-2015 | —         | 37        | 26        | DNF       | 53         | 7          | 41         | —       | —       | 15      | 27      | 74      | 6       | —       | 5          | 24         | —          | 44       | 35       | 3        | 10             | 9              | —              | 28             | —              | 6              | 38         | 36         | —          | 30              | 33              | —               | 59          | 74          | —           | 178      | 40       |

| 2013-2014 | Естерсунд | Естерсунд | Естерсунд | Естерсунд | Гохфільцен | Гохфільцен | Гохфільцен | Анесі | Анесі | Анесі | Обергоф | Обергоф | Обергоф | Рупольдінг | Рупольдінг | Рупольдінг | Антхольц | Антхольц | Антхольц | ОІ Сочі | ОІ Сочі | ОІ Сочі | ОІ Сочі | ОІ Сочі | ОІ Сочі | Поклюка | Поклюка | Поклюка | Контіолахті | Контіолахті | Контіолахті | Холменколен | Холменколен | Холменколен | Підсумки | Підсумки |
| 2013-2014 | ЗМ        | Інд       | Спр       | Пер       | Спр        | Ест        | Пер        | Ест   | Спр   | Пер   | Спр     | Пер     | МС      | Ест        | Інд        | Пер        | Спр      | Пер      | Ест      | Спр     | Пер     | Інд     | МС      | ЗМ      | Ест     | Спр     | Пер     | МС      | Спр         | Спр         | Пер         | Спр         | Пер         | МС          | Очок     | Місце    |
| 2013-2014 | —         | —         | —         | —         | —          | —          | —          | —     | —     | —     | —       | —       | —       | —          | —          | —          | 54       | —        | —        | —       | —       | —       | —       | —       | —       | 74      | —       | —       | 38          | 68          | —           | 87          | —           | —           | 3        | 100      |

### Допінг
Допінг-аналіз проби А, взятої у Абрамової 10 січня 2016 року, виявив у неї препарат мілдронат, що з 1 січня 2016 року входить до переліку заборонених ВАДА речовин. Цей препарат вона приймала за медичними показаннями та згідно з призначенням лікаря в листопаді 2015 року. З 7 лютого 2016 року до з'ясування усіх обставин спортсменка відсторонена від участі в міжнародних стартах. У квітні 2017 року арбітражний спортивний суд у Лозанні задовольнив апеляцію Абрамової і зняв з неї звинувачення у вживанні допінгу.

## Статистика стрільби
| № п/п | Сезон     | Загальна        | Індивідуальна гонка | Спринт         | Гонка переслідування | Мас-старт     | Естафета      |
| ----- | --------- | --------------- | ------------------- | -------------- | -------------------- | ------------- | ------------- |
| 1     | 2013-2014 | 74,0% (37/50)   | 0,0% (0/0)          | 74,0% (37/50)  | 0,0% (0/0)           | 0,0% (0/0)    | 0,0% (0/0)    |
| 2     | 2014-2015 | 75,4% (261/346) | 82,5% (33/40)       | 73,0% (73/100) | 79,2% (95/120)       | 70,0% (14/20) | 69,7% (46/66) |